# Паливний фільтр

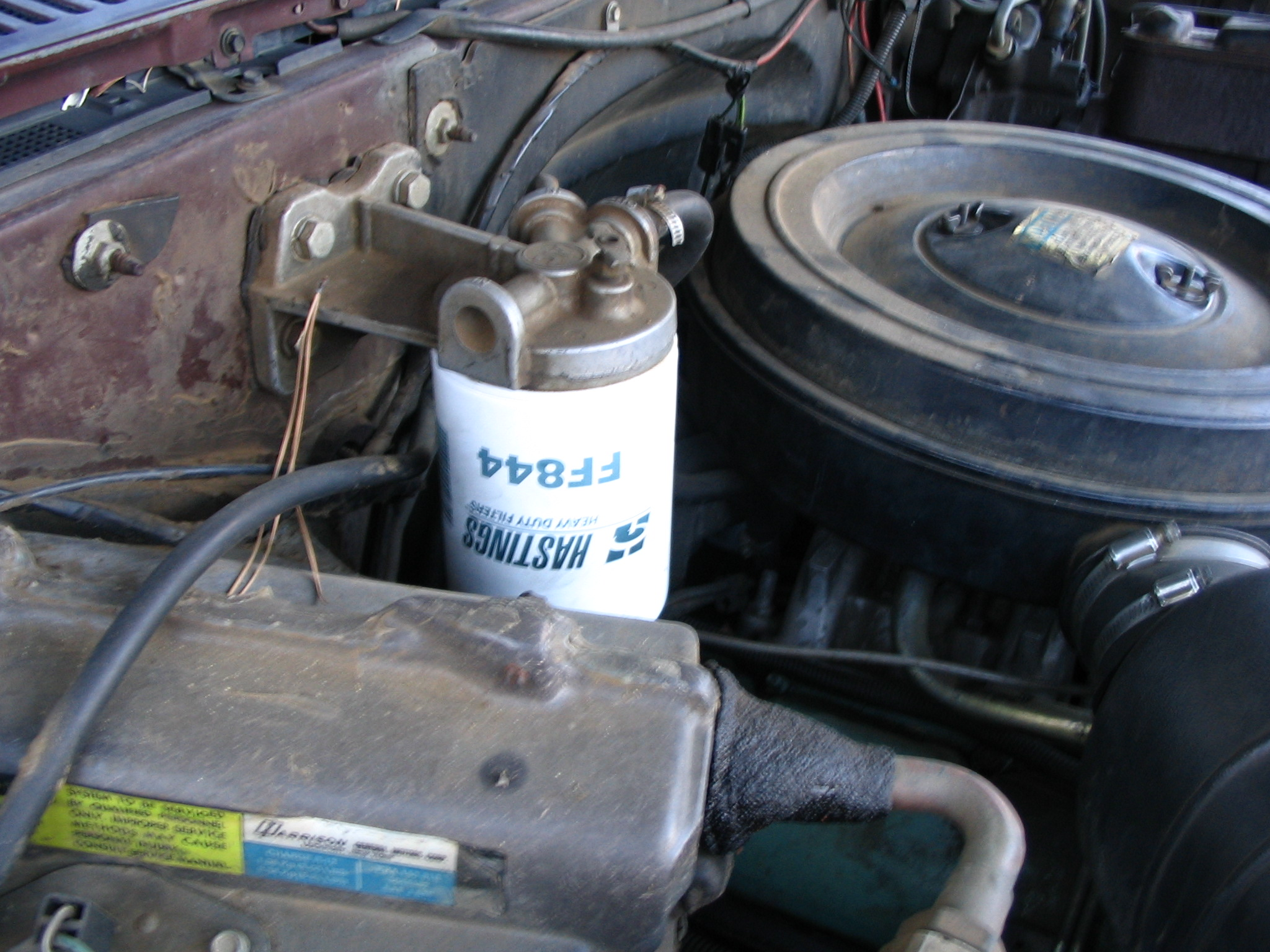
Автомобільний паливний фільтр у моторному відсіку

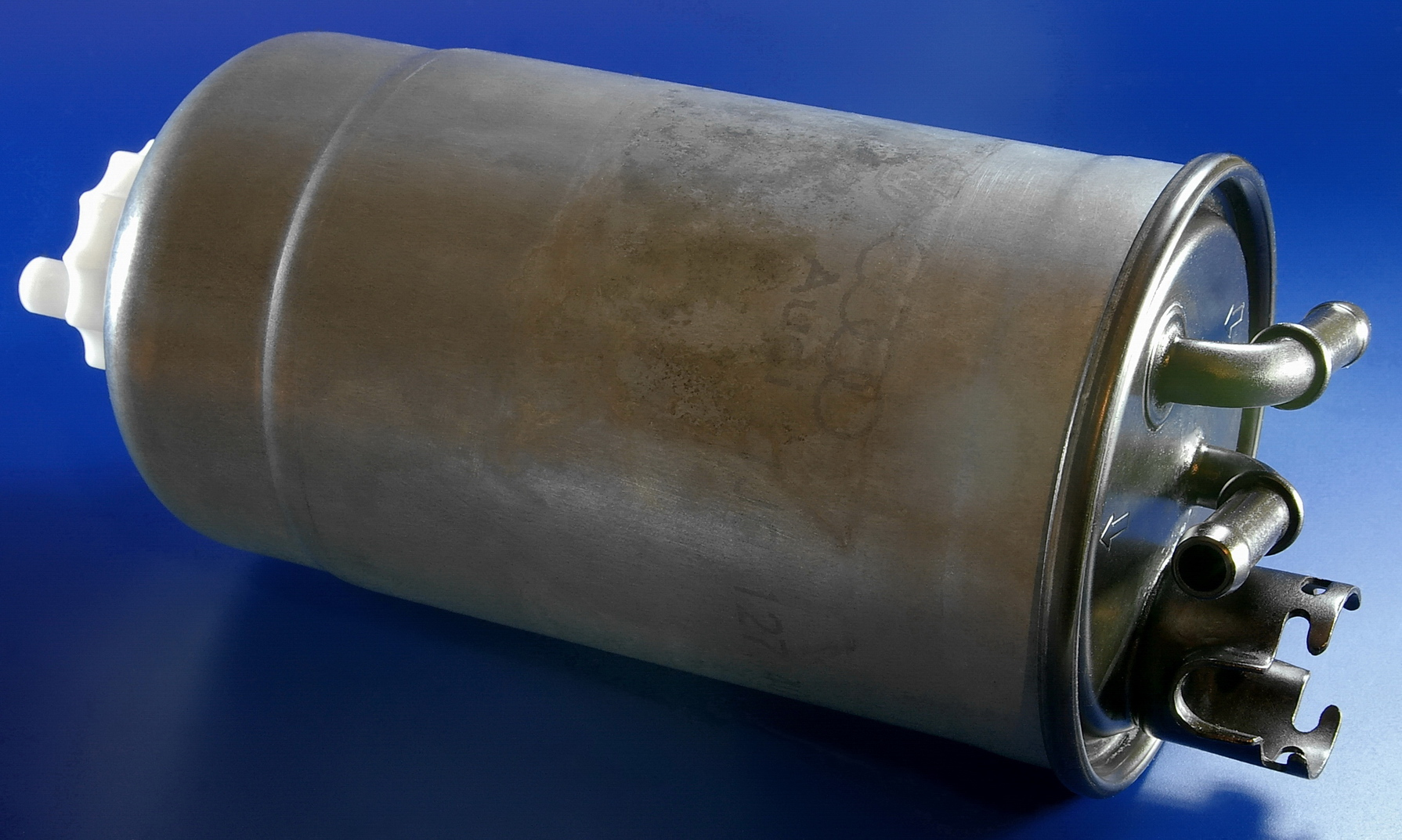
Паливний фільтр TDI-двигуна автомобіля концерну Volkswagen AG-Audi

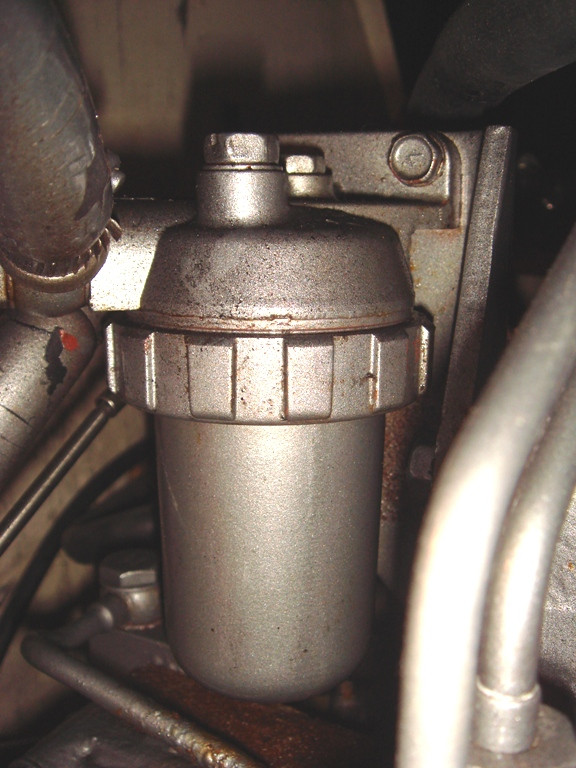
Паливний фільтр на судновому дизельному двигуні Yanmar 2GM20

Па́ливний фільтр (англ. fuel filter) — елемент конструкції паливної системи, що містить фільтрувальний елемент, розташований у паливній магістралі, призначений для затримання твердих часток у паливі, яке надходить до двигуна внутрішнього згоряння. Фільтрувальний елемент зазвичай виконується у вигляді картриджа з фільтрувальним папером.

## Функції паливного фільтра
Паливні фільтри виконують життєво важливу функцію для двигунів сучасних автомобілів, чутливих до якості моторного палива. Нефільтроване паливо може містити декілька видів забруднень, наприклад, шматочки фарби і бруду, які могли потрапити в паливний бак при заправці, або іржа спричинена вологою у сталевих баках. Якщо ці речовини не видаляються до того, як паливо надійде у паливну систему, вони приведуть до швидкого зношування і виходу з ладу паливного насоса та форсунок від абразивного впливу часток на високоточні компоненти, що використовуються у системах уприскування. Паливні фільтри також сприяють підвищенню потужності двигуна, оскільки чим менше у паливі забруднюючих речовин, тим ефективніше відбувається його згорання.

## Конструктивні особливості
На сучасних автомобілях у корпус паливного фільтра вбудовується редукційний клапан, який регулює робочий тиск в системі. Надлишки палива відводяться від клапана по зливному паливопроводу. На двигунах з безпосереднім уприскуванням палива редуктор тиску в паливному фільтрі не встановлюється.
Паливний фільтр паливної системи дизельних двигунів має дещо іншу конструкцію, але суть його роботи залишається незмінною. З певною періодичністю проводиться заміна паливного фільтра в зборі або його фільтрувальний елемент. Деякі паливні фільтри можуть очищатись і використовуватись повторно. При забрудненні фільтра надходження пального у двигун погіршується, що викликає помітне погіршення роботи двигуна.
Деякі фільтри, особливо на дизельних двигунах, мають чашоподібну конструкцію для збору води в нижній частині (вода має більшу густину, ніж дизельне пальне). Вода потім може бути злита шляхом відкриття клапана в нижній частині чаші. Паливні фільтри часто мають датчик води, пов'язаний з блоком керування двигуном або безпосередньо з водієм (за допомогою сигнальної лампи на приладовій панелі), які передають інформацію про досягнення водою певного рівня. Особливо небажано, коли вода потрапляє у паливну систему дизельного двигуна, оскільки система використовує дизельне паливо для змащування рухомих частин, і коли вода потрапляє на елементи, що вимагають постійного мащення (наприклад, інжекторний клапан), то це приводить до їх перегрівання та надмірного зношування.
У безпосередній близькості від фільтра для дизельного палива може розташовуватись паливний підігрівач для уникнення формування парафіну (за низьких температур) всередині фільтрувального елемента, що може зупинити подачу пального у двигун.